# Saliha Şahin

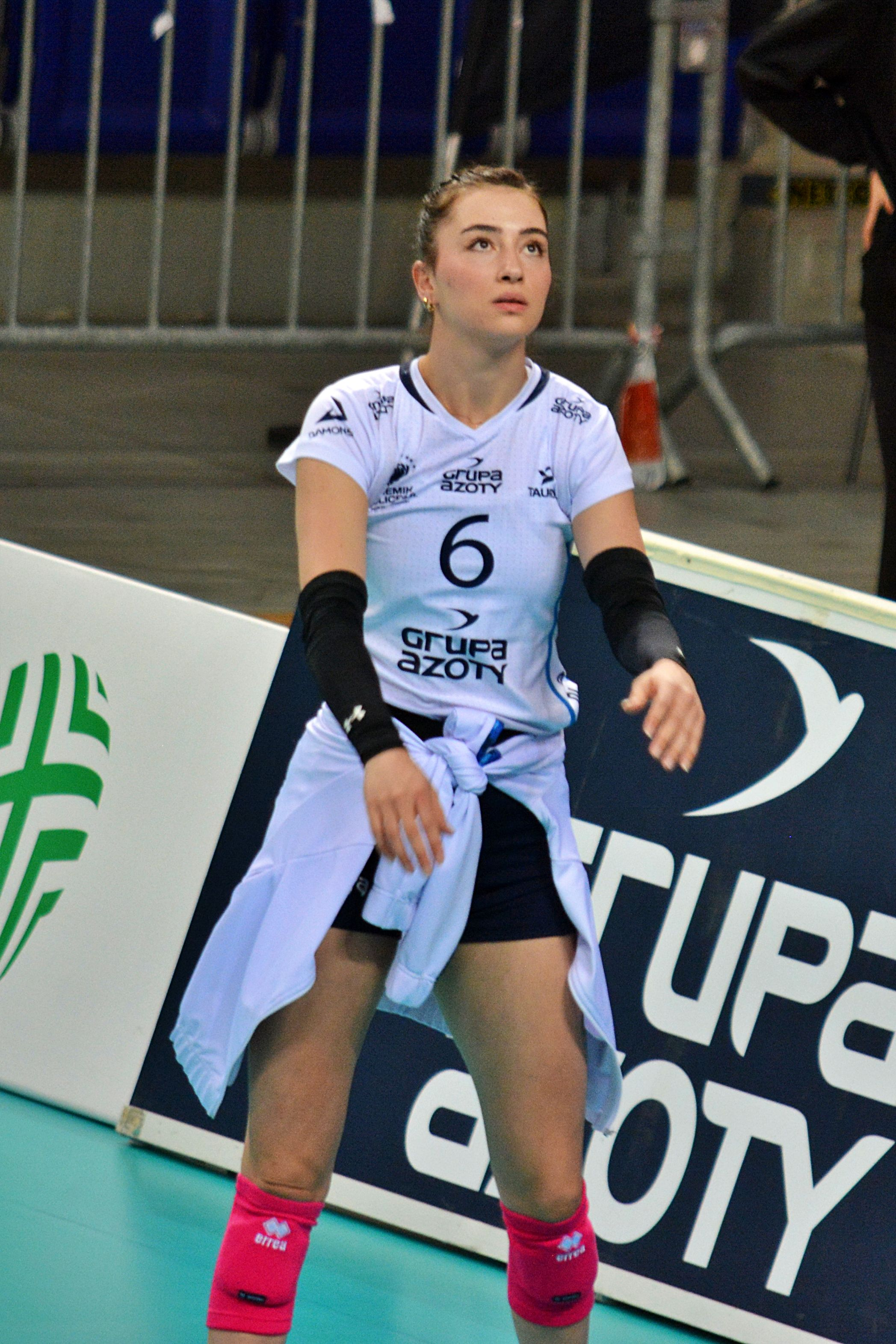
Saliha Şahin zawodniczką Grupy Azoty Chemika Police

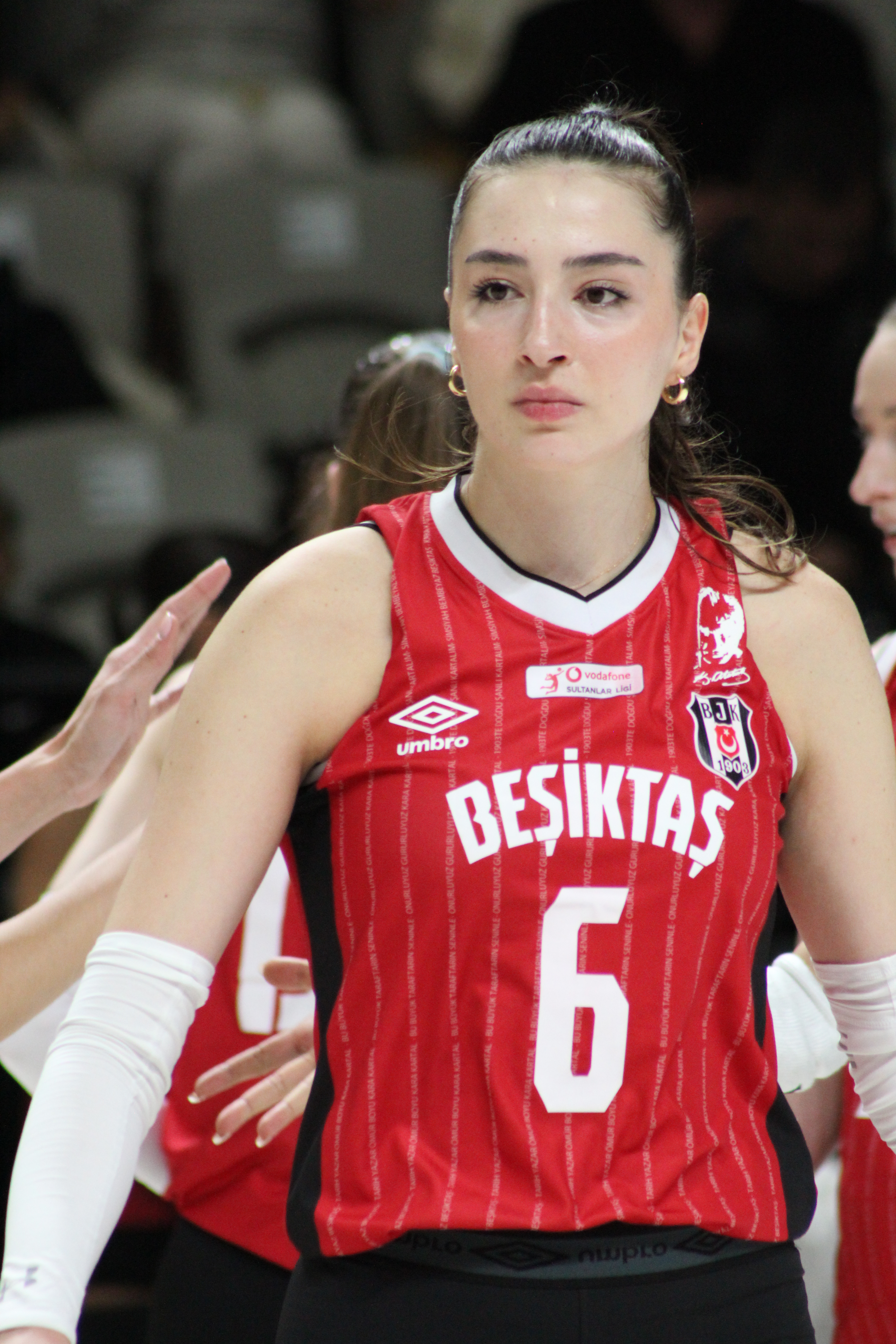
Saliha Şahin zawodniczką Beşiktaşu Stambuł

Saliha Şahin (ur. 5 listopada 1998 w Ankarze) – turecka siatkarka, reprezentantka kraju, grająca na pozycji przyjmującej.
Jej młodsza siostra Elif, również jest siatkarką.

## Kariera klubowa
| Sezon     | Zmiana klubu              | Klub                       |
| 2015/2016 |                           | Karayolları SK             |
| 2016/2017 |                           | Karayolları SK             |
| 2017/2018 |                           | Karayolları SK             |
| 2018/2019 |                           | Karayolları SK             |
| 2019/2020 | Eczacıbaşı VitrA Stambuł  |                            |
| 2019/2020 | od 02.01.2020             | Sarıyer Belediyesi         |
| 2020/2021 |                           | Eczacıbaşı Dynavit Stambuł |
| 2021/2022 |                           | Eczacıbaşı Dynavit Stambuł |
| 2022/2023 |                           | Eczacıbaşı Dynavit Stambuł |
| 2023/2024 | Grupa Azoty Chemik Police |                            |
| 2024/2025 | Beşiktaş Stambuł          |                            |
| 2025/2026 | Zeren SK                  |                            |

## Sukcesy klubowe
Superpuchar Turcji:
- 2019[9], 2020[10]

Klubowe Mistrzostwa Świata:
- 2019
- 2022[11]

Puchar CEV:
- 2022[12]

Liga turecka:
- 2023[13]
- 2022

Liga Mistrzyń:
- 2023[14]

Superpuchar Polski:
- 2023[15]

Liga polska:
- 2024[16]

## Sukcesy reprezentacyjne
Mistrzostwa Europy Juniorek:
- 2016[17]

Mistrzostwa Świata U-23:
- 2017[18]

Igrzyska Śródziemnomorskie:
- 2018[19]

Liga Narodów:
- 2023[20]
- 2018[21]